# کزیک شرقی
کزیک شرقی (به انگلیسی: East Keswick) یک روستا و محله مدنی در بریتانیا است که در سیتی لیدز واقع شده‌است. کزیک شرقی ۱٬۱۴۶ نفر جمعیت دارد.